# بطولة تونس لكرة السلة للرجال 1979–80
بطولة تونس لكرة السلة للرجال 1979–80 هو الموسم رقم 25 من بطولة تونس لكرة السلة للرجال.

فاز بهذا الموسم الترجي الرياضي التونسي.

## روابط خارجية
- الموقع الرسمي للجامعة التونسية لكرة السلة.